# Fuerte Colbert
El fuerte Colbert fue una fortaleza situada en el término municipal de Casas de Miravete, provincia de Cáceres, Extremadura.
Construido por los franceses en la Guerra de la Independencia, actualmente solo se conservan algunos vestigios. Junto al castillo de Miravete y al fuerte de Senarmont, formó parte del sistema defensivo del puerto de Miravete.
Debe su nombre, como homenaje póstumo, al general de caballería francés Auguste François-Marie de Colbert-Chabanais, barón de Colbert-Chabanais, fallecido en la batalla de Cacabelos.